# جكس 3: ديب كوفر جيكو
جكس 3: ديب كوفر جيكو (بالإنجليزية: Gex 3: Deep Cover Gecko)‏ ، هي الجزء الثالث والأخير من سلسلة ألعاب جكس، صدرت عام 1999م وتعمل لأنظمة بلاي ستيشن ونينتندو 64 وجيم بوي كولر، وهي من نشر شركة أيدوس إنترتنمنت.